# Aeroporto Internacional Manuel Piar
O Aeroporto Internacional Manuel Carlos Piar (IATA: PZO, ICAO: SVPR) é administrado pelo Governo de Bolívar, através do Serviço Autônomo de Aeroportos Regionais do Estado Bolívar, é o sexto aeroporto em importância na Venezuela e o principal terminal aéreo do sul do país. Está localizado no município de Caroni do Estado de Bolívar atendendo Ciudad Guayana e mobilizando uma média diária de 2.750 pessoas (1.000.000 de anualidades) } em 20 vôos comerciais. Ele oferece vôos diários para Caracas, Cumaná, Barcelona e Porlamar e vôos internacionais semanais para Curaçao, Porto de Espanha e Manaus. Atualmente, seis (6) das principais companhias aéreas venezuelas atuam. O Aeroporto de Ciudad Guayana obteve recentemente a Certificação Internacional concedido pelo Instituto Nacional de Aeronáutica Civil (INAC).

## História
Este aeroporto foi inaugurado nos anos 60 do século passado, substituindo o antigo aeroporto de San Félix, de acordo com os horários da companhia aérea Aeropostal. Apareceu em artigos sobre: Aeroportos que faltam na Venezuela. O antigo ficou muito próximo dos dois tanques de água do aqueduto INOS. O antigo complexo aeroportuário atualmente ocupado pelas humildes casas das pessoas, tinha pistas que eram quase 1,8 quilômetros nos 07/25 designados e a outra medida cerca de 1200 metros no designado 02/20, A vista através do Google Maps, você vê dois tanques do aqueduto INOS um pouco a cerca de 1,2 quilômetros a sudeste, você vê as casas humildes, havia o antigo aeroporto.

## Modernização do Aeroporto
Desde o início da administração do governador Francisco Rangel Gómez, o Aeroporto Internacional Manuel Carlos Piar oferece aos usuários instalações modernas e inovadoras que contribuem para o desenvolvimento progressivo de Ciudad Guayana. Em 2007, foi objeto de uma remodelação e modernização, entre as quais destacam-se: a incorporação de 3 pontes, a repavimentação da plataforma comercial, a remodelação da fachada traseira, a expansão do estacionamento, a construção do hall de chegada internacional, frente de vidro e construção do Departamento de Bombeiros Aeronáuticos. Equipamentos de segurança modernos também foram comprados para resguardo e proteção de passageiros. Atualmente é um dos aeroportos mais modernos do país.

## Prêmios obtidos
1. ANO 2007 Certificação ISO 9001:2008.
2. ANO 2009 Obtenção Prêmio à Qualidade do estado Bolívar.
3. ANO 2010 Galardão 8.ª. Estrela de Guayana.
4. ANO 2011 Certificação Internacional do Aeroporto.
5. ANO 2011 Certificação do Sistema de Gestão de Segurança e Saúde Ocupacional dentro da norma OHSAS 18001:2007.

## Infra-estrutura e serviços
Há um terminal para vôos domésticos e internacionais. O aeroporto tem ajudas à navegação aérea (VOR, ILS, DME), torre de controle, serviço meteorológico e serviço de combustível JET-A1 e AV-GAS 100/130. O aeroporto tem lojas, restaurantes, bancos, empresas de aluguel de carros, estacionamento, bombeiros aeronáuticos e subestação elétrica.

## Transporte
O passageiro pode viajar do aeroporto através de serviços de táxi. Existe um serviço de aluguel de carros, com três (03) empresas que operam no aeroporto: Hertz Rent-A-Car, Europcar, Thrifty Car Rental de segunda a sexta-feira das 6.30 às 20h, sábado e domingo das 8h às 12h e 14.00 a 18.00 Bugdet, todos os dias das 5h às 9h.

## Ficha técnica
Aeroporto Internacional Manuel Carlos Piar
Localizado em Cidade Guayana, Município Caroní, Estado Bolívar, Venezuela.
Latitude N08°17'18"70
Longitude W062°45'37"30
Pista Principal 2.050 m de comprimento x 45 m de largura.
Horário de operações: 5:30 - 24:00
Salas de Esperas: A e B.
(Fonte: SAAR Bolívar Serviço Autônomo de Aeroportos Regionais do Estado Bolívar)